# Enric Prat de la Riba i Sarrà
Enric Prat de la Riba i Sarrà (1870 – 1917) was een Catalaans advocaat, politicus en journalist. Hij was de eerste voorzitter van de Mancomunitat de Catalunya, een samenwerkingsverband tussen de vier Catalaanse provincies en voorloper van de huidige autonome regio. Hij was een belangrijke figuur in de heropleving van Catalonië. Hij was een van de auteurs van de Bases de Manresa (1892) en is bekend van zijn boek La nacionalitat catalana.
Zijn ouders, Esteve Prat de la Riba en Maria Sarrà, waren kleine landeigenaren afkomstig uit Bigues. De jonge Enric studeert af in de rechten in Barcelona in 1893. Een jaar later doctoreert hij in Madrid met de thesis La ley jurídica de la industria. In 1891 wordt hij verkozen als secretaris van de Unió Catalanista, een pluralistisch samenwerkingsverband tussen catalaansgezinde vakbonden en verenigingen. Deze groep werkte onder meer aan de Bases de Manresa, een ontwerp voor een Catalaanse grondwet, gebaseerd op wetgeving uit 1585 die in 1716 met het Decretos de Nueva Planta door Filips V van Spanje waren afgeschaft. Prat de la Riba was lid van de conservatieve Lliga de Catalunya tot in 1899. In dat jaar richt hij met een groepje intellectuelen en jonge politici zoals het Centre Nacional Català op en in 1901 de Lliga Regionalista. Hij wordt directeur van de krant La Veu de Catalunya (De Catalaanse stem) waarin hij veel artikels schrijft. In 1905, 1909 en 1913 wordt hij verkozen als lid van de provinciale deputatie van Barcelona, die hem in 1907 tot voorzitter benoemt.
Hij slaagt erin de conservatieven, de republikeinen en de koningsgezinde partijen te verenigen om een koninklijk besluit erdoor te krijgen dat het mogelijk maakt dat provincies een samenwerkingsverband oprichten. Dat was het maximum aan regionale autonomie die mogelijk was in het toenmalige zeer centralistische Spanje. Dat is het begin van de Mancomunitat de Catalunya, die de provincies Barcelona, Lleida, Girona en Tarragona samenbrengt en die veel bijgedragen heeft voor onderwijs, beroepsopleiding en infrastructuur. Hij is zeer bekommerd om het behoud van de Catalaanse taal en heeft er onverdroten voor geijverd dat alle geledingen van de maatschappij en de administratie de "nieuwe spelling" zouden accepteren. Dit was een van de eerste grote realisaties van het Institut d'Estudis Catalans onder de leiding van Pompeu Fabra. Die consensus was een mijlpaal in het behoud van de bedreigde taal.
Op 1 augustus 1917 sterft hij in zijn geboortehuis – nu museum – in Castellterçol. Hij ligt begraven op het kerkhof van Montjuïc. Zijn archief wordt bewaard in het Catalaans Nationaal Archief.

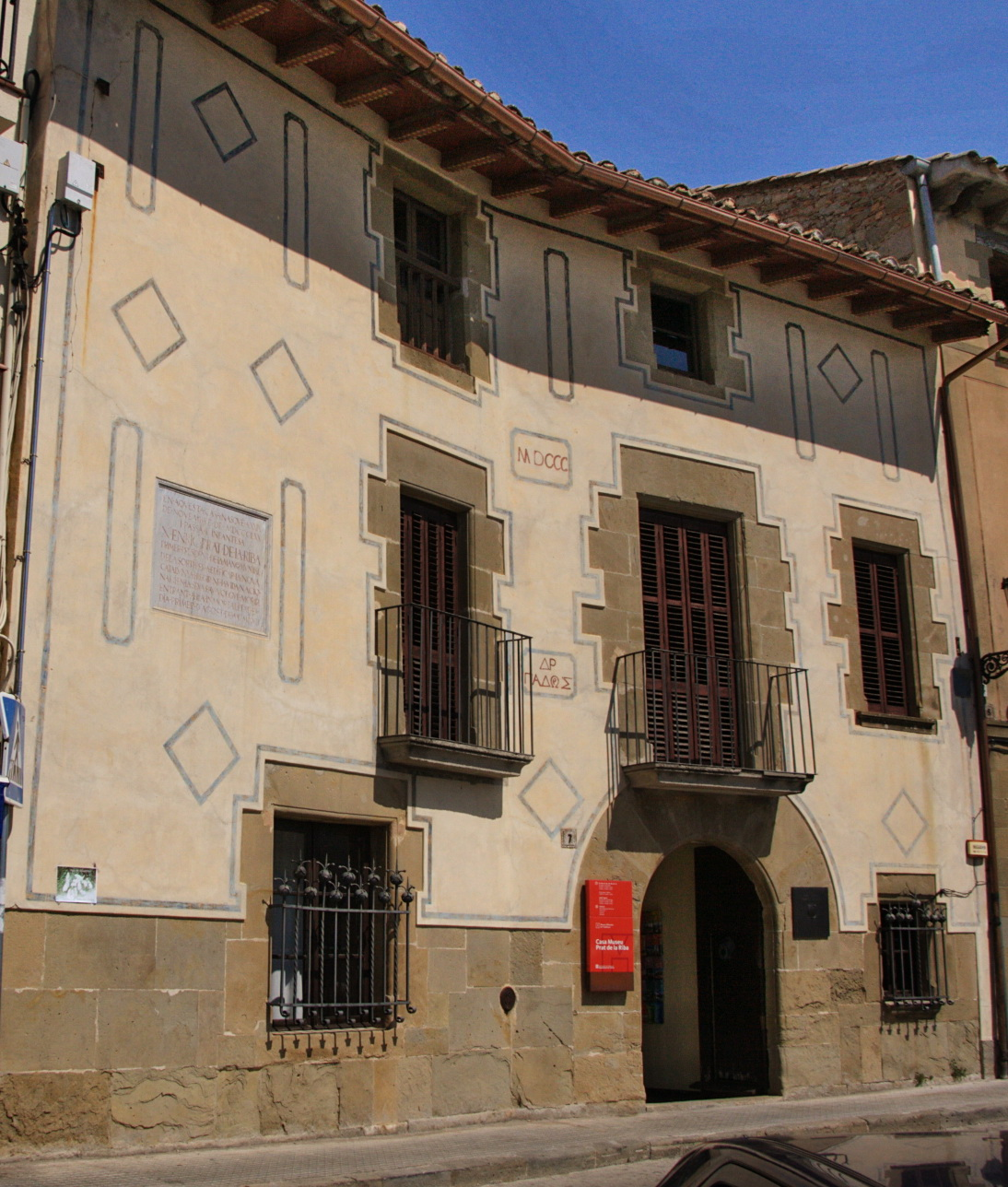
Geboortehuis in Castellterçol
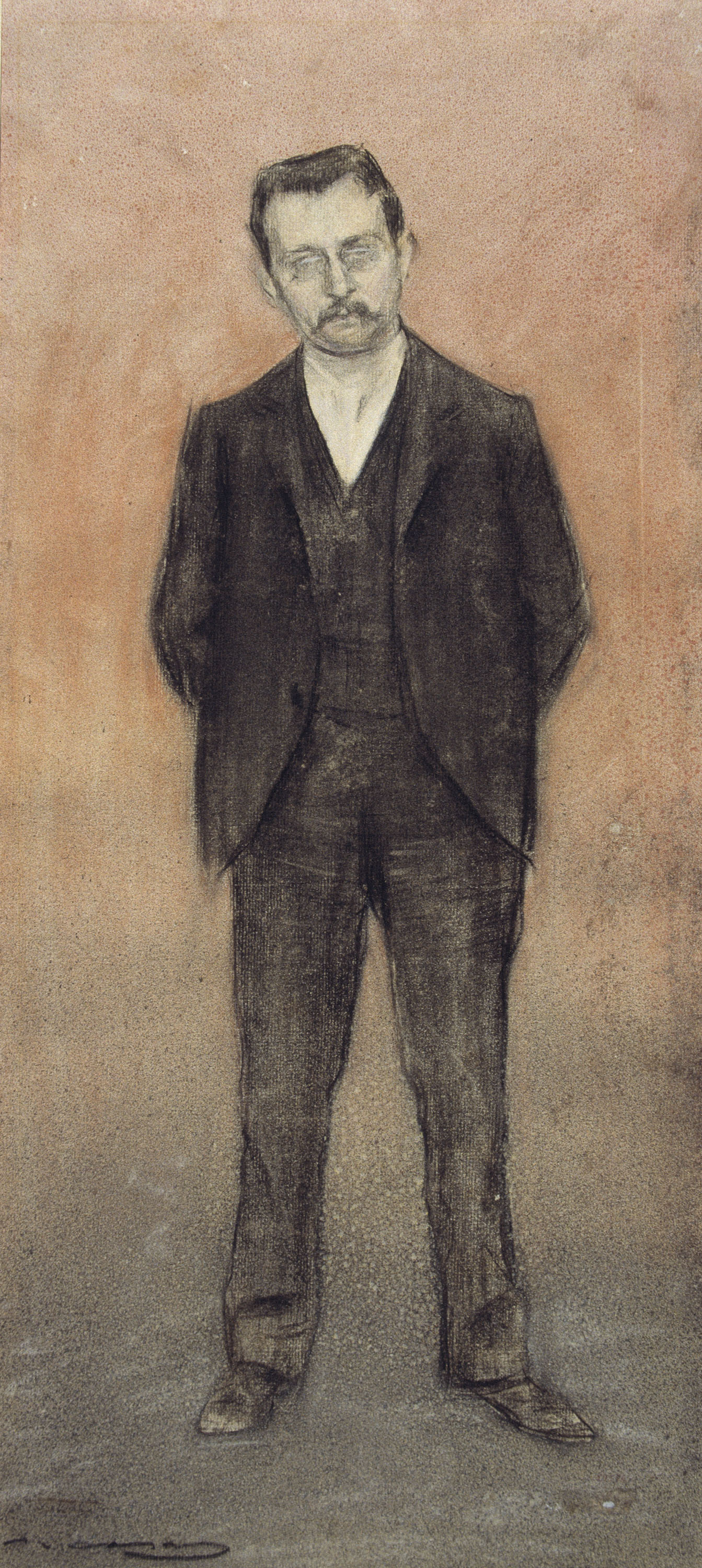
Prat de la Riba door Ramon Casas i Carbó